# Площі Черкас
У даний час у місті Черкаси налічується 9 площ та майданів.
| № | Назва                     | Розташування                                                          | Зображення | Примітки                                              |
| - | ------------------------- | --------------------------------------------------------------------- | ---------- | ----------------------------------------------------- |
| 1 | 700-річчя Черкас          | На розі бульвару Шевченка та вулиці Сінною                            |            | -                                                     |
| 2 | Богдана Хмельницького     | По бульвару Шевченка між вулицями Богдана Хмельницького та Митницькою |            | -                                                     |
| 3 | Василя Симоненка          | На розі вулиць Хрещатик та Смілянської                                | -          | -                                                     |
| 4 | Воїнів-інтернаціоналістів | На розі бульвару Шевченка та вулиці Святотроїцької                    |            | -                                                     |
|   | Європейська               |                                                                       |            |                                                       |
|   | Знань                     | По бульвару Шевченка між вулицями Чехова та Кобзарською               |            | відсутня в Переліку об’єктів топоніміки міста Черкаси |
| 5 | Перемоги                  | На розі вулиць Смілянської та 30-річчя Перемоги                       |            | -                                                     |
| 6 | Привокзальна              | На розі вулиць Вернигори та Володимира Ложешнікова                    |            | -                                                     |
| 7 | Слави                     | На розі вулиць Хрещатик та Святотроїцької                             |            | -                                                     |
| 8 | Соборна                   | По бульвару Шевченка між вулицями Байди Вишневецького та Лазарєва     |            | -                                                     |
| 9 | Тараса Шевченка           | На розі бульвару Шевченка та вулиці Остафія Дашковича                 |            | -                                                     |
|   | Унiверситетська           |                                                                       |            |                                                       |